# Jussara Marques
| Jussara Marques | Jussara Marques                 |
| --------------- | ------------------------------- |
|                 |                                 |
| Lediger Name:   | Jussara Marques                 |
| Ehenamen:       | Jussara Souza Marques de Amorim |
| Geboren:        | 1931                            |
| Geburtsort:     | Itumbiara, Goiás                |
| Gestorben:      | 24. Feb. 2006                   |
| Nationalität:   | Brasilianerin                   |

Jussara Marques (* 1931 in Itumbiara; † 24. Februar 2006 in Rio de Janeiro) wurde am 2. Juni 1949 zur Miss Brasilien gewählt. Sie setzte sich in Petrópolis gegen zwölf Konkurrentinnen durch. Sie blieb fünf Jahre brasilianische Schönheitskönigin, weil die nächste Ernennung erst 1954 in einem neuen Wettbewerb mit geänderten Wahlverfahren durchgeführt wurde. Bis heute ist sie die einzige Miss Brasil aus Goiás. Heute zählen die Ernennungen vor 1954 nicht mehr zu den offiziellen Miss Brasil-Wahlen.
Zu ihrer Ehre änderte im Jahr 1950 die goiánische Gemeinde Água Limpa den Namen auf Jussara.
Jussara Marques, deren Namen in den damaligen Medien unterschiedlich geschrieben wurde, wie z. B. Jussara Marquez, also mit „z“ am Ende, war die Tochter von Isaura de Souza Martins und Ormides Martins de Souza und wurde in Itumbiara, Goiás geboren.
In der zweiten Jahreshälfte 1954 heiratete sie den Bankier Marcellin de Amorim. Aus der Ehe gingen vier Kinder hervor.
Am 24. Februar 2006 starb sie im Alter von 75 Jahren an den Folgen eines Lungenkrebses.